# Hyphessobrycon ocasoensis
Hyphessobrycon ocasoensis är en fiskart som beskrevs av García-alzate och Román-valencia 2008. Hyphessobrycon ocasoensis ingår i släktet Hyphessobrycon och familjen Characidae. Inga underarter finns listade i Catalogue of Life.